# Adam von Trott (Feldmarschall)

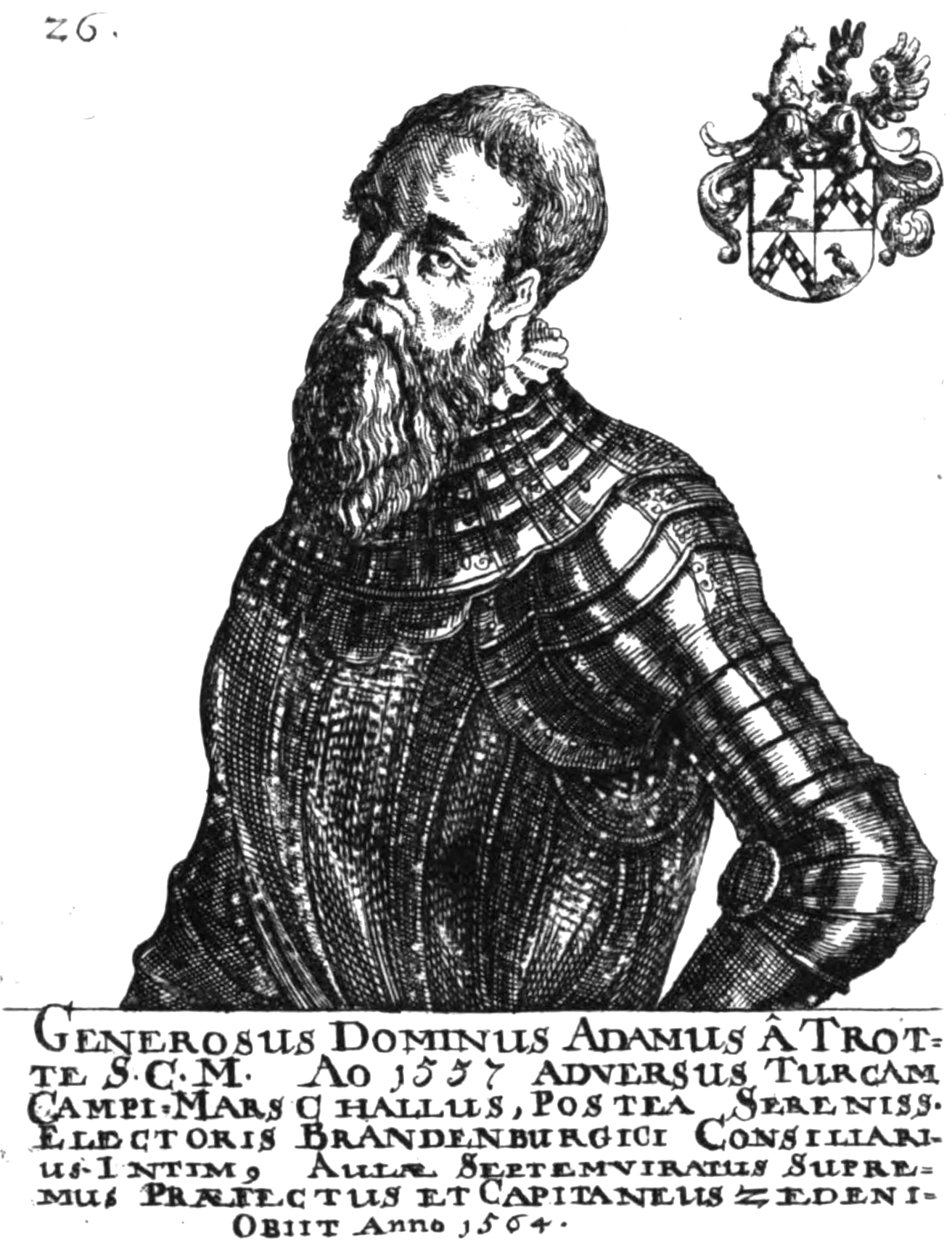
Bildnis des Adam von Trott in Martin Friedrich Seidels Bilder-Sammlung

Adam von Trott (* in der Landgrafschaft Hessen; † 1564; auch von Trotte und von Trotha) war Reichsgeneralfeldmarschall des Heiligen Römischen Reichs und Oberhofmarschall des Kurfürsten von Brandenburg. Er begründete den brandenburgischen Zweig des hessischen Adelsgeschlechts Trott zu Solz und besaß die Herrschaft Badingen und Himmelpfort.

## Leben
Adam von Trott wurde in der Landgrafschaft Hessen als Spross des Adelsgeschlechts Trott zu Solz geboren. Sein Vater Friedrich von Trott war Erbherr auf Solz, Feldmarschall des Heiligen Römischen Reichs in Ungarn und Hofmarschall des Landgrafen von Hessen. Eine nahe Verwandte Adam von Trotts, vielleicht sogar seine Schwester, war Eva von Trott, eine Mätresse des Herzogs Heinrich II. von Braunschweig-Wolfenbüttel.

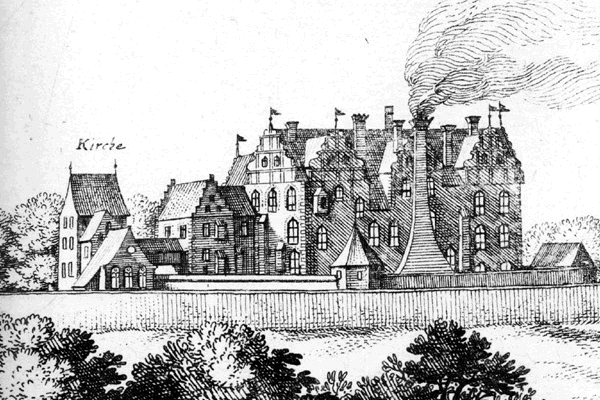
Schloss Badingen um 1650

Mindestens von 1536 bis 1542 diente Adam von Trott dem Kurfürsten Joachim II. Hector von Brandenburg als Hofmarschall. Er gehörte zusammen mit Eustachius von Schlieben, Lampert Distelmeyer und Matthias von Saldern zu den engsten Vertrauten des Kurfürsten. Durch seine Dienste gelang es ihm, ein großes Vermögen aufzubauen. In Badingen, das er seit 1537 besaß, errichtete Adam von Trott ein für die Zeit aufwendiges Schloss.
Adam von Trott erhielt 1542 von Kurfürst Joachim II. aufgrund seiner Verdienste und nachdem er ihm Geld geliehen hatte das säkularisierte Kloster Zehdenick als Pfandbesitz auf Lebenszeit und wurde zum dortigen Amtshauptmann bestellt. 1551 forderte der Kurfürst das ehemalige Kloster zurück, um es für seine Hofhaltung und Jagden zu nutzen. Zum Ausgleich erhielt Adam von Trott das weiter nördlich gelegene säkularisierte Kloster Himmelpfort, ebenfalls als Pfandbesitz auf Lebenszeit und unter seiner Bestellung zum dortigen Amtshauptmann.
Als Gesandter von Kurfürst Joachim II. unternahm Adam von Trott Reisen an den Hof des Römisch-deutschen Kaisers und zu den Reichstagen. 1552 war er brandenburgischer Gesandter beim Abschluss des Passauer Vertrages. 1557 ernannte der designierte Kaiser Ferdinand I. Adam von Trott zum Reichsgeneralfeldmarschall, um in Ungarn gegen die Türken zu kämpfen (Türkenkriege). Da die Reichsstände jedoch die erforderlichen Gelder nicht bewilligten, wurde der Feldzug abgebrochen. Adam von Trott kehrte daraufhin in die Dienste von Kurfürst Joachim II. zurück und diente diesem fortan als Oberhofmarschall und kurfürstlicher Rat. 1562 begleitete er den Kurfürsten nach Frankfurt am Main zur Wahl Maximilians II. zum designierten Kaiser.
Den Pfandbesitz Adam von Trotts am ehemaligen Kloster Himmelpfort hatte Kurfürst Joachim II. bereits 1557 in ein im Mannesstamm erbliches Lehen umgewandelt. Dies geschah sowohl wegen Trotts Verdienste als auch nachdem er dem Kurfürsten weiteres Geld geliehen hatte. Ehefrau Adam von Trotts war Margaretha von Fronhöffern. Mit ihr hatte er drei Söhne. Der älteste Sohn erhielt wie sein Vater den Namen Adam († 1587) und wurde daher auch der Jüngere genannt. Er führte die brandenburgische Linie derer von Trott zu Solz fort und diente dem Kurfürsten von Brandenburg ebenfalls als Hofmarschall. Adam von Trott der Ältere starb 1564. Seine Besitzungen blieben als Herrschaft Badingen und Himmelpfort bis zum Erlöschen der männlichen Linie 1727 im Familienbesitz.